# 아마르테 에스 미 페카도
《아마르테 에스 미 페카도》(스페인어: Amarte es mi pecado)은 2004년 방영된 멕시코의 텔레노벨라이다.